# Arnold Genthe

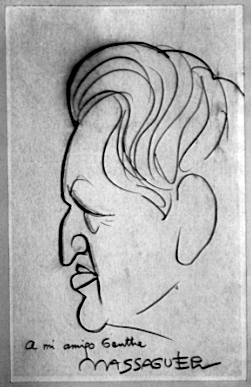
Karikatura od kubánského výtvarníka Conrado Massaguera

Arnold Genthe (8. ledna 1869 – 9. srpna 1942) byl americký fotograf původem z Německa, nejznámější svými fotografiemi sanfranciské Čínské čtvrti, zemětřesení v San Franciscu 1906 a portréty známých osobností, od politiků, společenských prominentů, literárních postav a celebrit z oblasti zábavy.

## Životopis
Genthe se narodil v Berlíně v tehdejším Prusku matce Louise Zoberové a Hermannovi Genthovi, profesorovi latiny a řečtiny v klášteře Berlinisches Gymnasium zum Grauen Kloster v Berlíně. Arnold Genthe následoval svého otce v jeho šlépějích, stal se z něj vystudovaný odborník, v roce 1894 získal doktorát z filologie na Jenské univerzitě, kde poznal umělce Adolfa Menzela, bratrance své matky.
Poté, co emigrovali do San Francisca v roce 1895, pracoval jako vychovatel a naučil se sám fotografovat. Zaujala jej čínská část města a fotografoval její obyvatele, od dětí až po narkomany. Vzhledem k možnému strachu z jeho fotoaparátu nebo jejich neochota se nechat fotografovat, Genthe někdy svůj fotoaparát skrýval. Někdy ze snímků odstraňoval důkazy o západní kultuře oříznutím nebo retuší. Dochovalo se asi 200 jeho fotografií čínské čtvrti - a tyto tvoří jediný známý fotografický záznam z tohoto místa před zemětřesením v roce 1906.
Poté, co několik místních časopisů otisklo některé jeho fotografie v pozdních devadesátých letech, otevřel si portrétní fotografické studio. Znal se s některými významnými a bohatými osobnostmi ve městě, a jak jeho pověst rostla, mezi jeho klientelu patřili například Nance O'Neil, Sarah Bernhardt, Nora May French nebo Jack London.
Zemětřesení v San Franciscu v roce 1906 a následný oheň zničil Genthův ateliér, který však znovu vybudoval. Jeho fotografie Pohled na Sacramento Street, San Francisco, 18. dubna 1906, se po zemětřesení stala jeho nejslavnější fotografii.
Během krátké doby se Genthe připojil k umělecké kolonii v Carmel-by-the-Sea, kde byl schopný pokračovat v práci na rozvoji barevné fotografie. O svém novém bydlišti, napsal: "cypřiše a skály Point Lobos, vždy různé západy slunce a zajímavé stíny písečných dun nabízí bohaté pole pro barevné experimenty."
V roce 1911 se přestěhoval do New Yorku, kde zůstal až do své smrti. Věnoval se především portrétům, jeho klienty byli například Theodore Roosevelt, Woodrow Wilson a John D. Rockefeller. Jeho fotografiím Grety Garbo se připisují důvody zvýšení její kariéry. Také fotografoval tanečníky moderního tance, včetně Anny Pavlovové, Isadory Duncanové nebo Ruth St. Denisové. Jeho fotografie byly otištěny roku 1916 v knize The Book of the Dance (Kniha o tanci).
Před rokem 1918 u něho v newyorském ateliéru trénovala praxi pozdější významná fotografka Dorothea Langeová.
Genthe také často experimentoval s procesem autochrom - první barevnou fotografií.
Zemřel na srdeční infarkt v roce 1942.

## Publikace
- Pictures of old Chinatown – text: Will Irwin, ilustrace: Arnold Genthe; New York: Moffat, Yard and co. 1908
- The book of the dance – Arnold Genthe; Boston, Mass.: International Publishers, 1920, c. 1916
- Impressions of Old New Orleans – Arnold Genthe, fwd by Grace King; New York: George H. Doran co., c. 1926
- Isadora Duncan: twenty four studies – Arnold Genthe; New York: M. Kennerley 1929; reprinted by Books for Libraries 1980 ISBN 0-8369-9306-3
- As I remember – Arnold Genthe; New York: Reynal & Hitchcock c. 1936
- Highlights and shadows – editor: Arnold Genthe; New York: Greenberg, c. 1937
- Genthe's Photographs of San Francisco's Old Chinatown – Arnold Genthe, výběr a text: John Tchen; New York: Dover Publications 1984 ISBN 0-486-24592-6

## Galerie

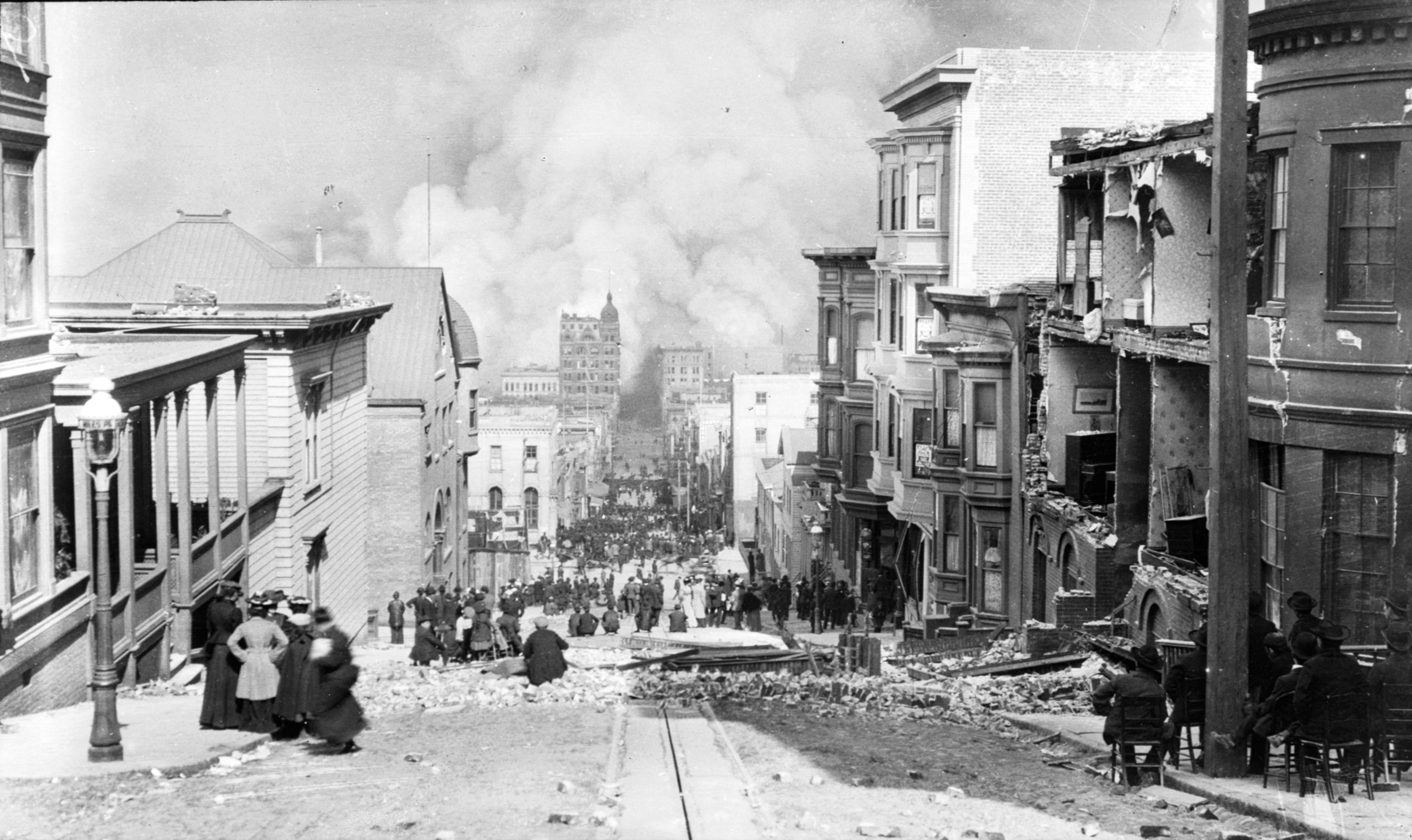
Pohled na Sacramento Street, San Francisco, 18. dubna 1906
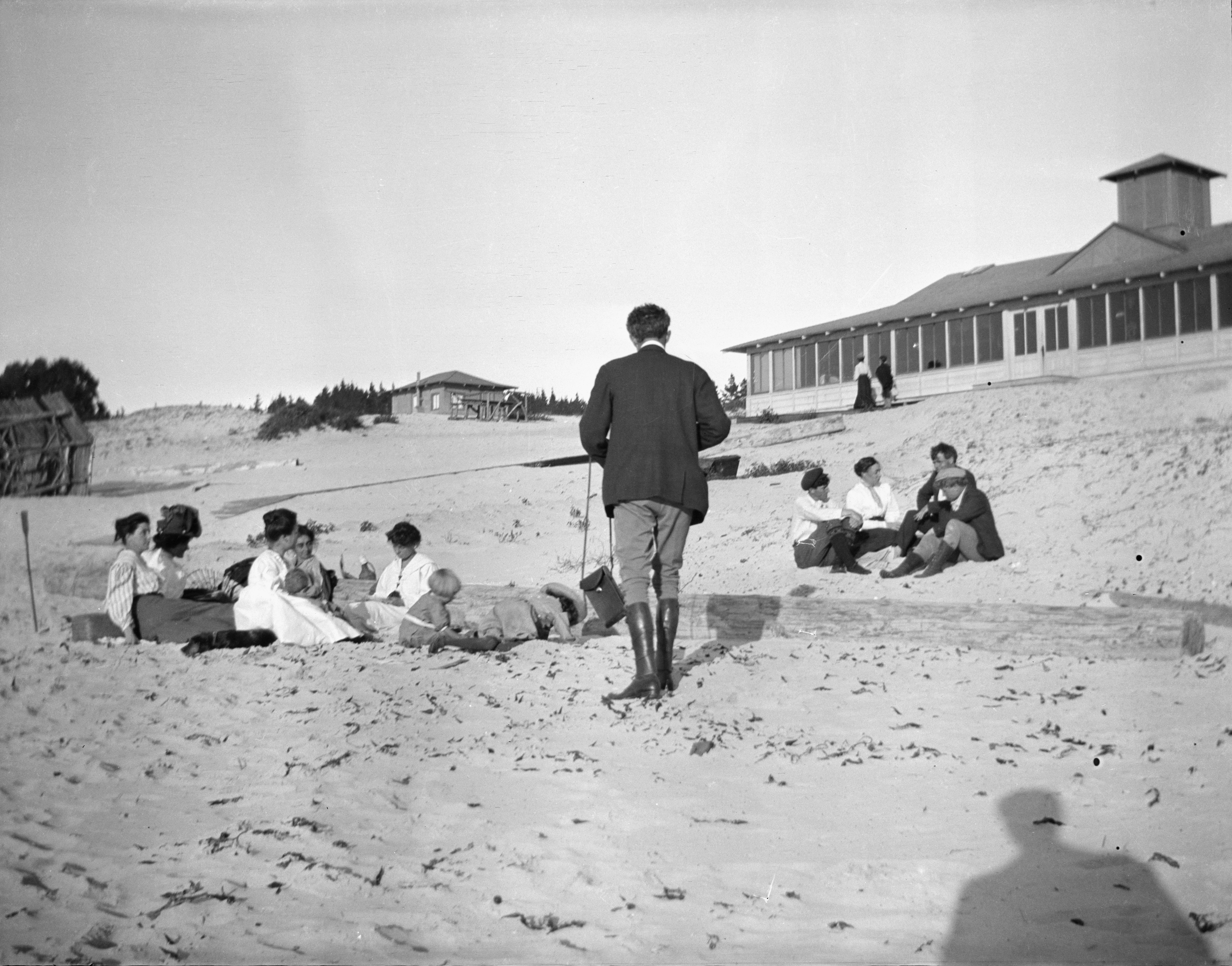
Jack London s přáteli v Carmel-by-the-Sea, Kalifornie
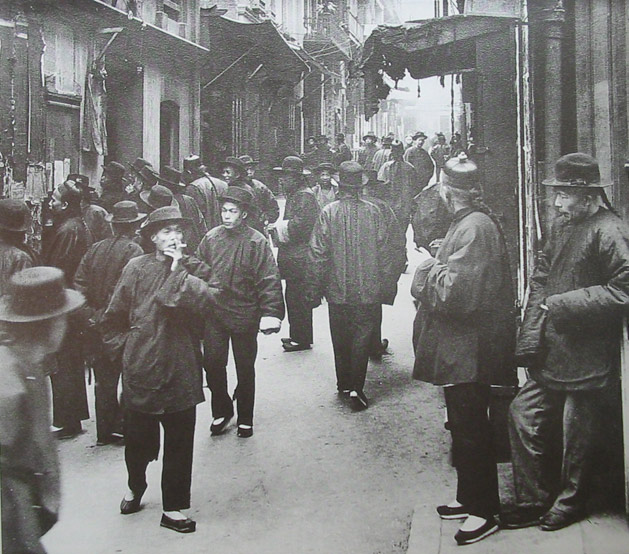
Ulice hazardních hráčů (Ross Alley), 1898
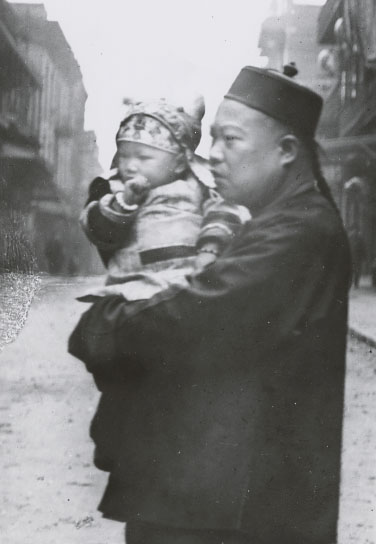
Pyšný otec, asi 1895-1906
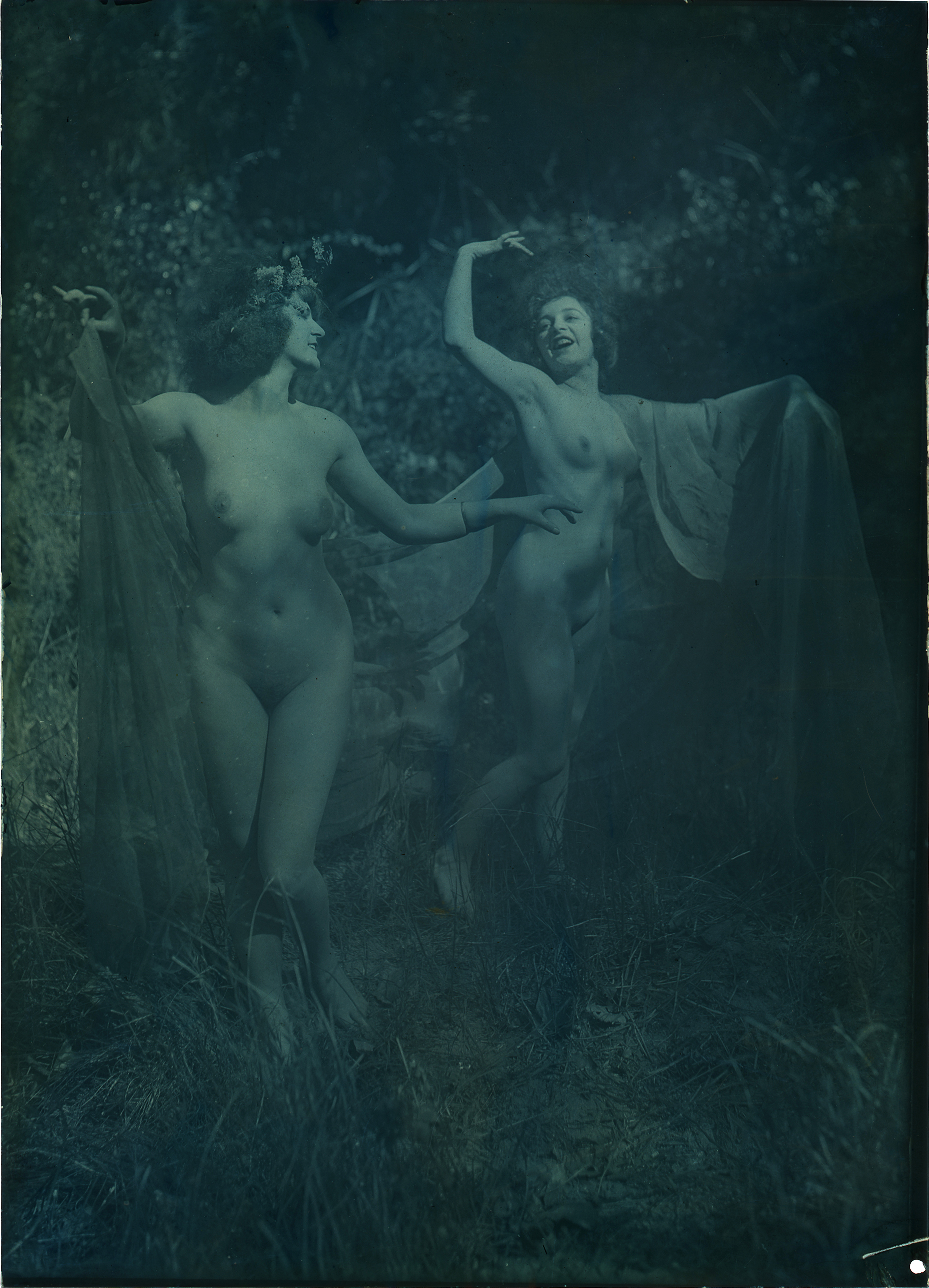
Tanečníci, asi 1907
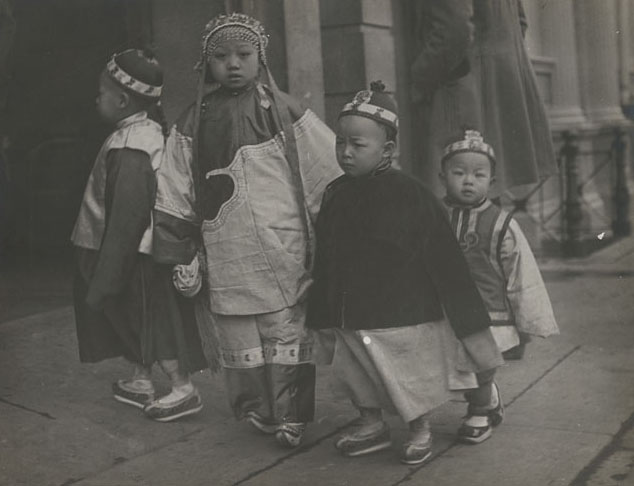
Děti v tradičních krojích
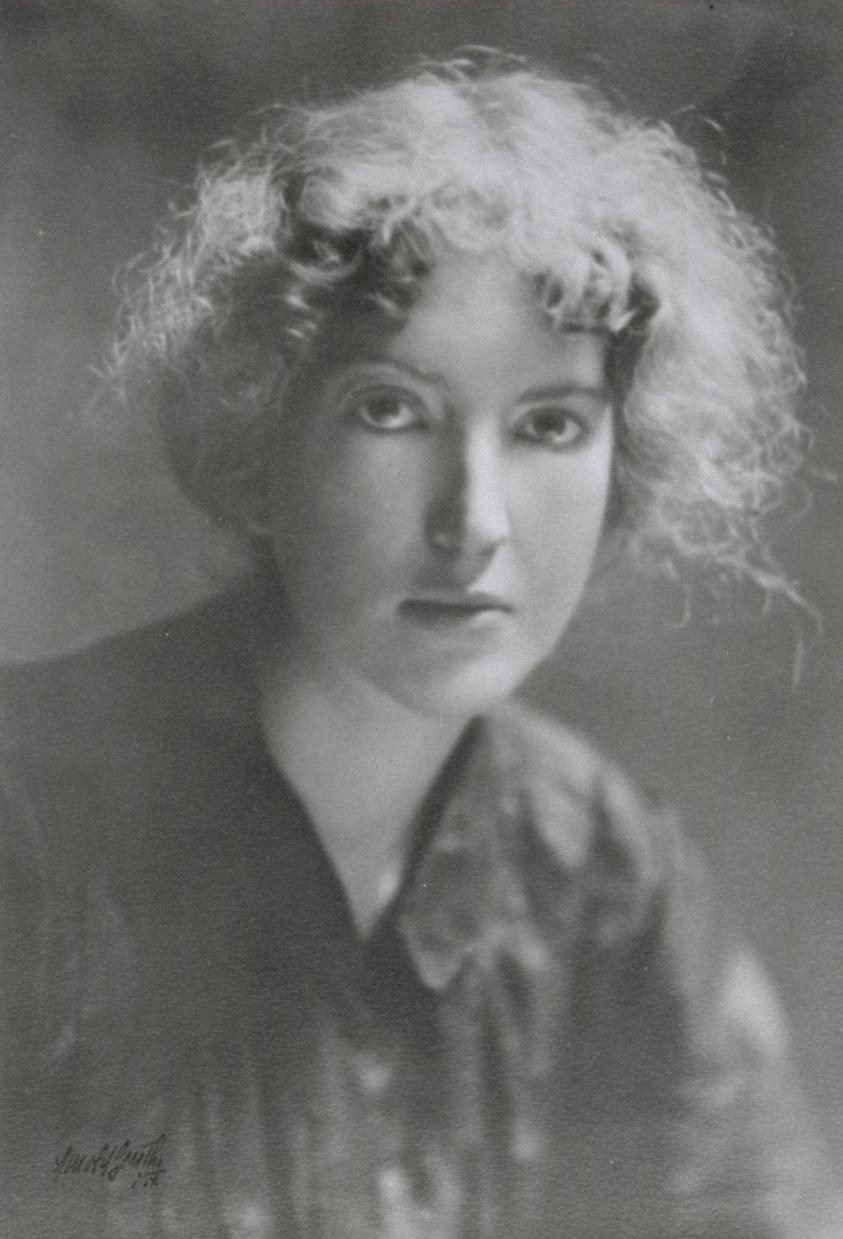
Nora May French, asi 1906
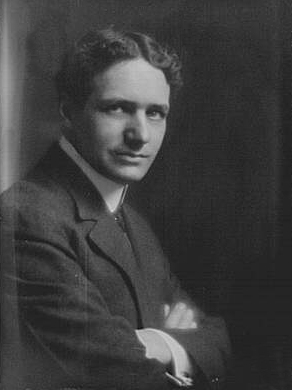
Frederick Joubert Duquesne, 1913
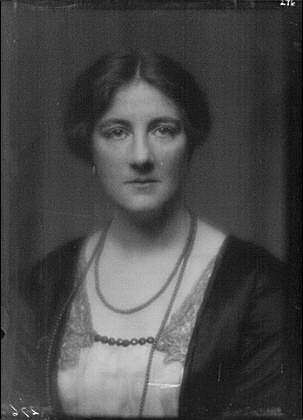
Alice Wortley Duquesne, 1913
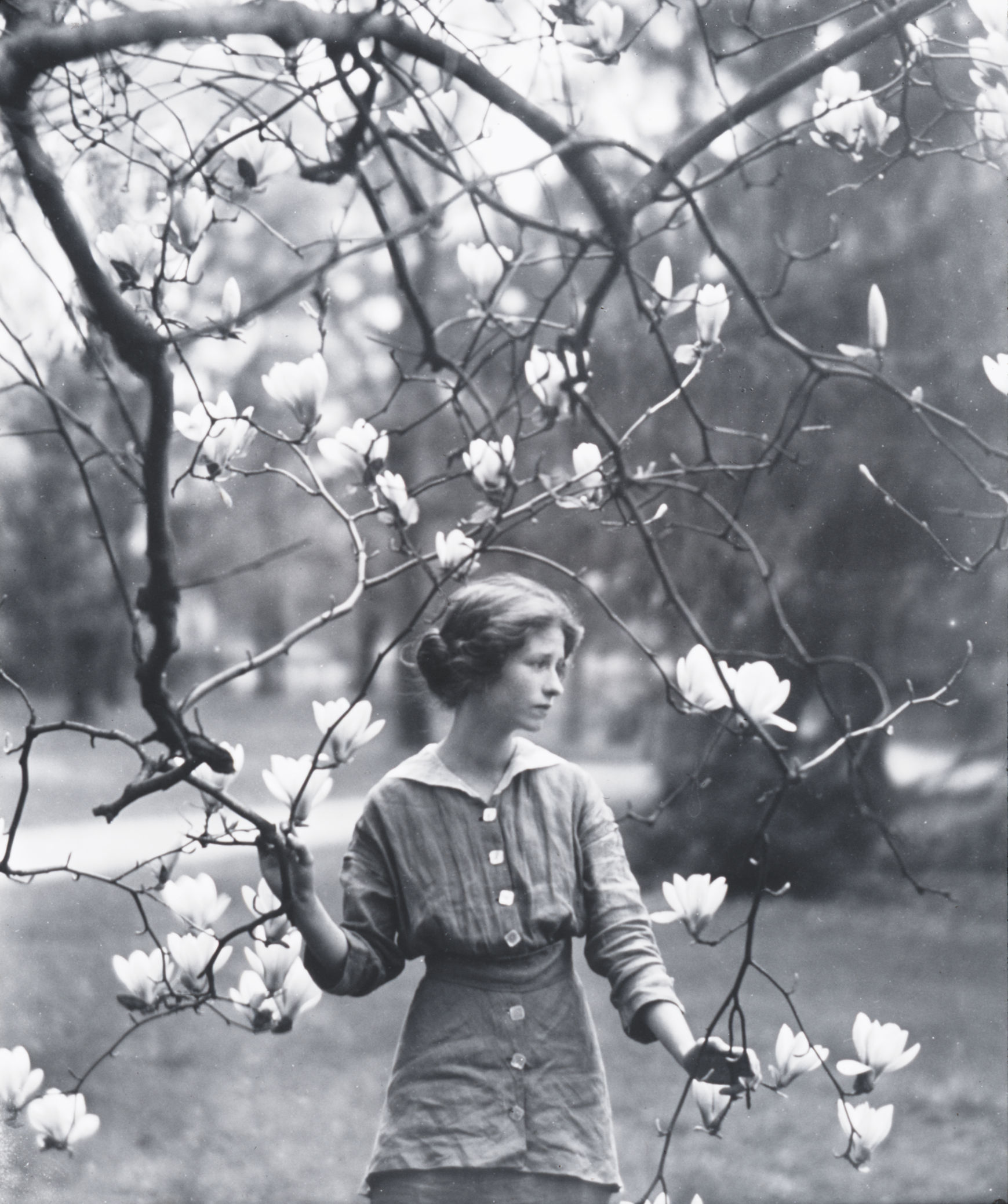
Edna St. Vincent Millay, 1914
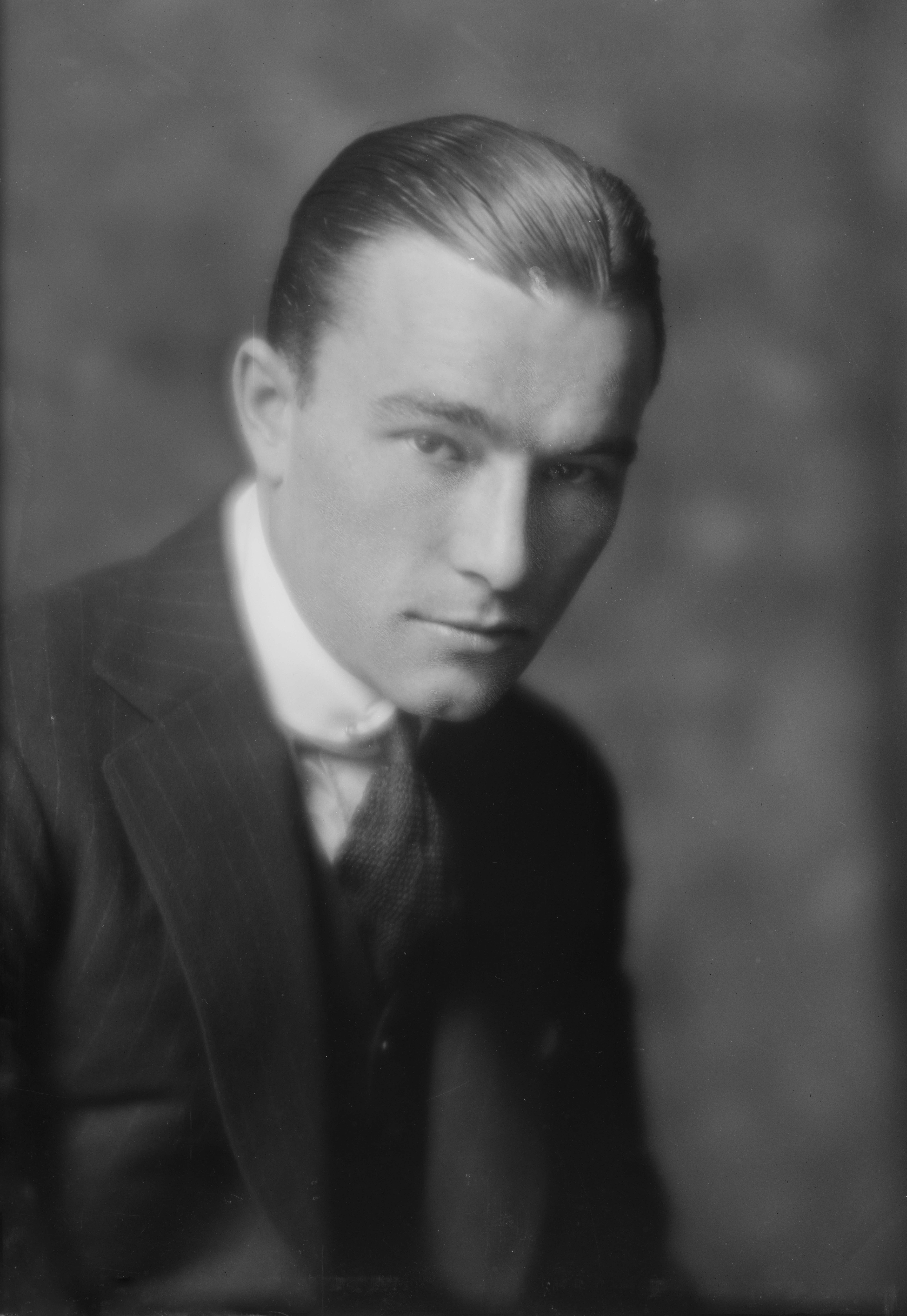
Robert Armstrong, 1915
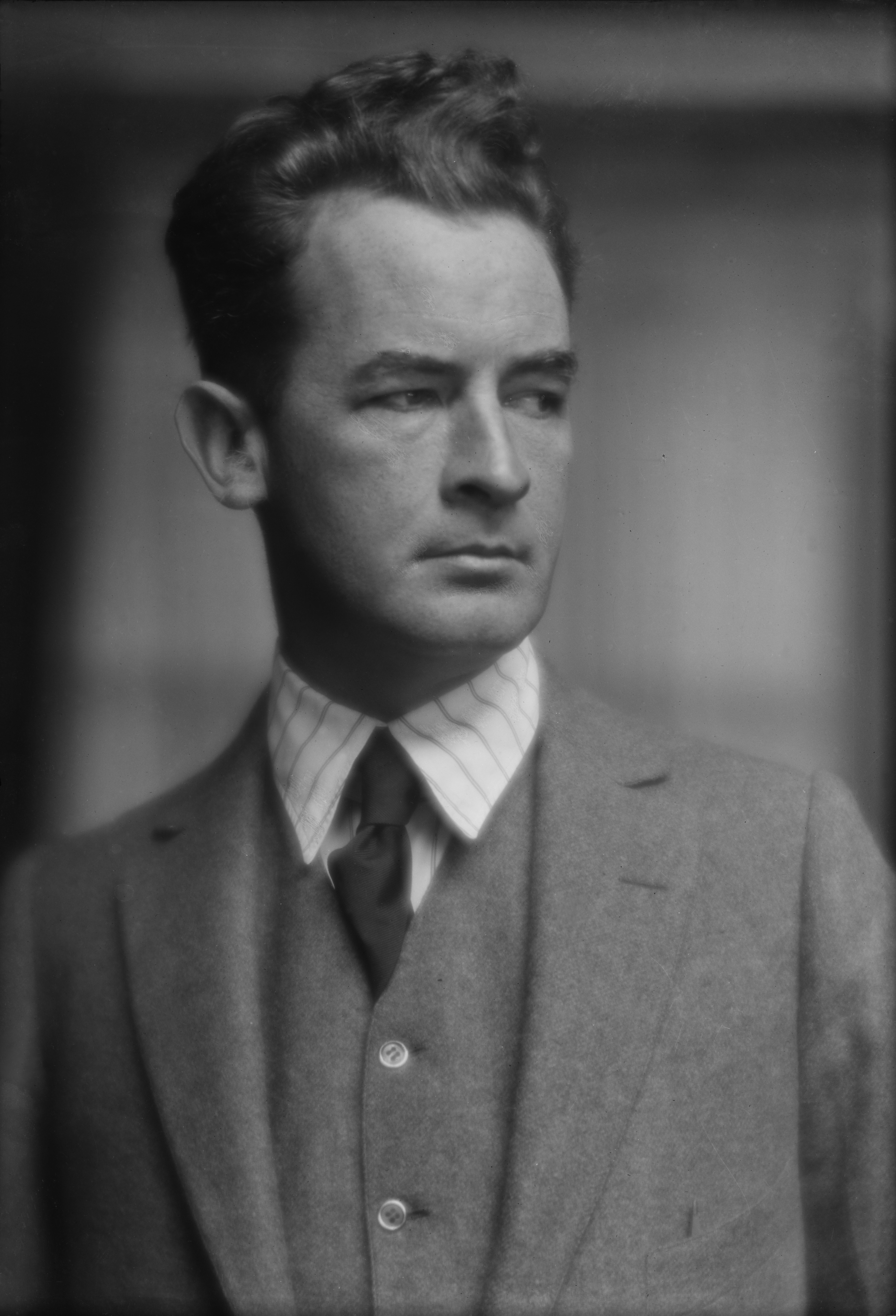
James Montgomery Flagg, 1915
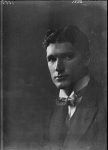
Frank Nelson Doubleday, 1916
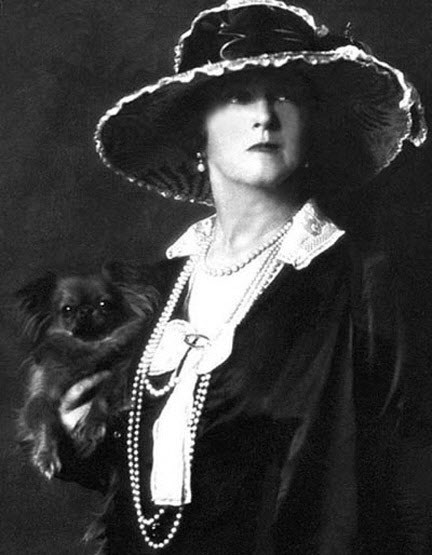
Lucy Duff-Gordonová, 1919
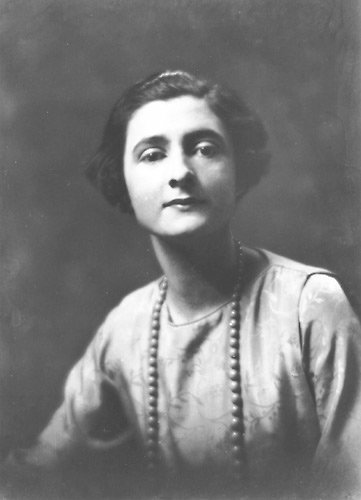
Mercedes de Acosta, 1919
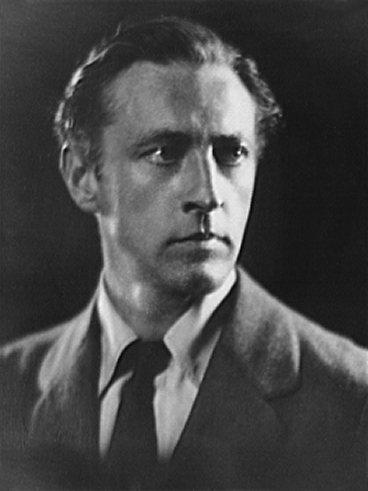
John Barrymore, 1922
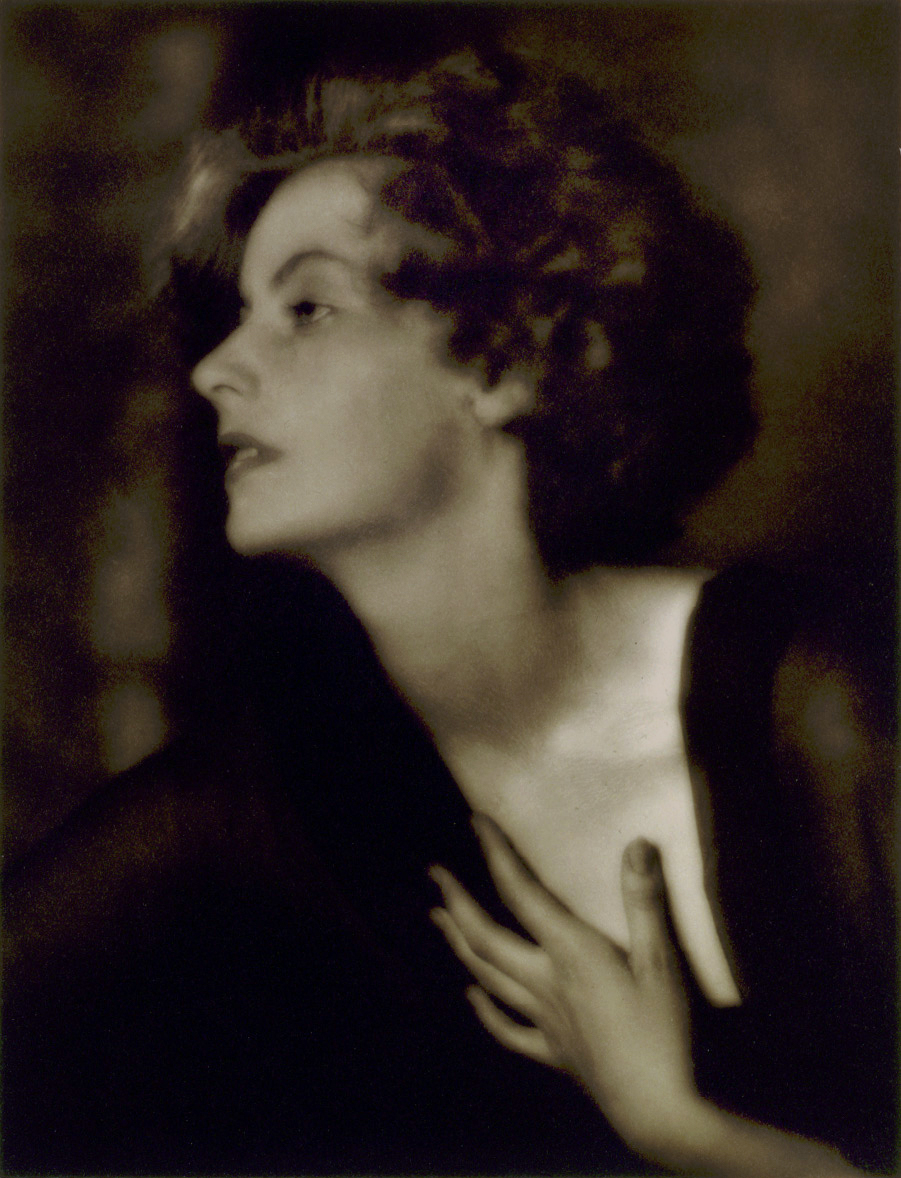
Greta Garbo, 1925
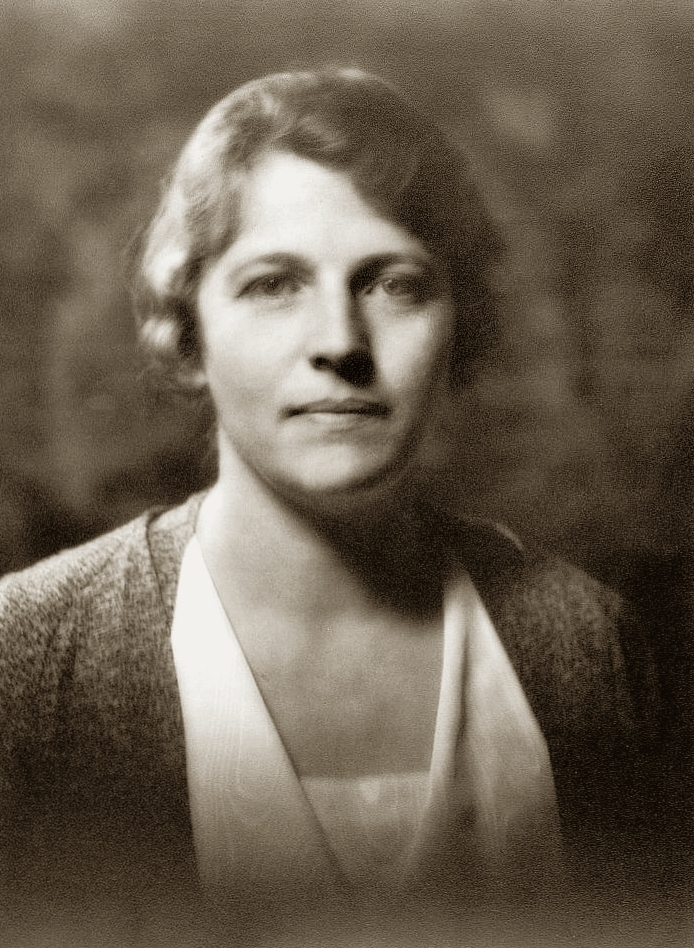
Pearl S. Bucková, asi 1932